# ひめか (2000年生)
ひめか（HIMEKA、2000年10月27日 - ）は、日本のキャバクラ嬢、経営者。大阪・北新地のキャバクラ「クラブレイズ」元社長。

## 来歴
兵庫県出身。18歳の頃、進撃のノアが設立した大阪・北新地のキャバクラ「クラブランス」でキャバクラ嬢としてデビューし、進撃のノアのもとで接客を学んだ。
2022年4月、クラブランスの2号店となる「クラブレイズ」に移籍し、わずか2日で1億円越えを売り上げた。
2023年1月16日、出資金返金をめぐって複数の訴訟を起こしたエクシア合同会社代表の菊地翔との交際騒動について謝罪し、活動を休止した。同年2月3日、仕事の復帰を報告した。
2023年10月26日、集英社『週刊ヤングジャンプ』48号でグラビアデビュー。
2024年2月15日、クラブレイズの社長に就任。8月1日、公式ファンクラブ「Queen Room」を開設。
2024年12月31日、菊地翔との交際騒動を受け、クラブレイズの社長を退任。2025年4月15日、クラブランスにてキャバクラ嬢に復帰。
2025年6月21日、タテドラのウェブドラマ『ズバッと派遣！姫華』に主演の愛咲姫華役で出演し、女優デビュー。

## 出演

### ウェブドラマ
- ズバッと派遣！姫華（タテドラ、2025年6月21日 - 6月26日） - 主演・愛咲姫華 役[9]

## 書籍

### 著書
- 可愛いだけじゃだめでした（幻冬舎、2025年8月30日）[10]

### デジタル写真集
- YJ PHOTO BOOK Secret Summer（集英社、2023年10月26日）